# Pješčana Uvala

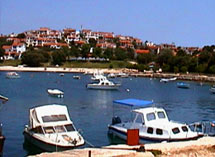

Die Pješčana Uvala (deutsch: „sandige Bucht“) ist ein Teil der Gemeinde Medulin und befindet sich nördlich dieser und südwestlich der Stadt Pula auf dem kroatischen Teil der Halbinsel Istrien. Im Jahr 2011 hatte das Dorf 606 Einwohner.